# Alfredo Pons Rubio
Alfredo Pons Rubio (Barcelona, 24 de gener de 1958 – ibídem, 23 d'abril de 2002) va ser un dibuixant de còmics, poeta i escriptor barceloní. Va ser un dels representants de la denominada línia xunga, variant espanyola del còmic underground.

## Biografia
Alfredo Pons va començar a publicar en 1974, amb només 16 anys, en la revista "Mata Ratos" i "Star", dedicant-se, després del seu tancament, a realitzar il·lustracions per a tendes de llenceria.
Després del servei militar obligatori, va formar part de l'equip fundacional de la revista "El Víbora" el 1979. Va ser co-fundador de l'estudi La Omertá, que va compartir amb Damián Carulla, Jaime Martín, Luis A. Maldonado, Marta Guerrero i Alberto Miranda. També va treballar amb altres autors com Galiano, Guerrero i Muntada.
El març de 2002, Pons va ingressar amb un coma hepàtic a l'hospital del Mar, morint un mes després. Al seu funeral al tanatori de Sancho d'Àvila van assistir Josep Maria Berenguer, Miguel Ángel Gallardo, Laura, Martí, Nazario, Onliyú i Manel Rubiales.
El 2004 el Saló del Còmic de Barcelona va organitzar una exposició en honor seu.

## Obra
En la seva extensa obra hi ha adaptacions que Pons fa basades en relats de Nike Marmer, Donald Honing, Charles Bukowski, Robert Bloch i Hal Dresner, a més de retratar l'ambient nocturn i ravaler de Barcelona amb els seus bars, clubs nocturns, habitacions d'hotel i prostíbuls.
La majoria de les seves historietes van ser publicades pel Vibora Ediciones La Cúpula realitzant diverses portades i il·lustracions fins al n. 50. Amb un dibuix fosc i morbós, presenta el costat més sòrdid de les Rambles barcelonines.
- 1983 Sarita
- 1984 María Lanuit Guión, lápices y tinta Pons
- 1985 Internas
- 1989 Lumis
- 1991 Cómplices
- 1986 Amigas Guión, lápices y tintaPons
- 1990 Bares y mujers nº1 Guión, lápices y tintaPons
- 1991 Amigos Guión, lápices y tinta Pons
- 1991 Historias de amor y odio*  La omertä
- 2004 Escalera de vecinos Guión, lápices y tinta Pons
- 2005 Esquina rabiosa. Colección Mercat. Edicions de Ponent. (Poemas y dibujos)
- 2013 Alta tensión , recopilación de Ediciones La Cúpula (recopilación de álbumes anteriores)